# Mazurek (nazwisko)
Mazurek (forma żeńska: Mazurek/Mazurkówna, liczba mnoga: Mazurek/Mazurkowie) – polskie nazwisko.

## Etymologia nazwiska
Utworzone od Mazur, "człowiek pochodzący z północnego Mazowsza", notowane od 1472 roku.

## Demografia
Na początku lat 90. XX wieku w Polsce mieszkało 29797 osób o tym nazwisku, najwięcej w dawnym województwie: lubelskim – 4116, zamojskim  – 2869 i katowickim – 1966. W 2017 roku mieszkało w Polsce około 31390 osób o nazwisku Mazurek, najwięcej w Lublinie i miejscowości Krasnystaw.